# Journal of Crohn’s and Colitis
Das Journal of Crohn’s and Colitis, abgekürzt J. Crohns Colitis, ist eine wissenschaftliche Fachzeitschrift, die vom Elsevier-Verlag veröffentlicht wird. Die Zeitschrift ist das offizielle Publikationsorgan der European Crohn’s and Colitis Organisation. Sie erscheint mit zwölf Ausgaben im Jahr und veröffentlicht Arbeiten, die sich mit chronisch-entzündlichen Darmerkrankungen beschäftigen.
Der Impact Factor lag im Jahr 2014 bei 6,234. Nach der Statistik des ISI Web of Knowledge wird das Journal mit diesem Impact Factor in der Kategorie Gastroenterologie und Hepatologie an achter Stelle von 76 Zeitschriften geführt.